# Lauter (Rems)
Die Lauter ist ein Bach im Ostalbkreis in Baden-Württemberg von fünf Kilometern Länge, der am Nordtrauf der östlichen Schwäbischen Alb entspringt und in Mögglingen von links in die Rems mündet.

## Geographie

### Lauterursprung

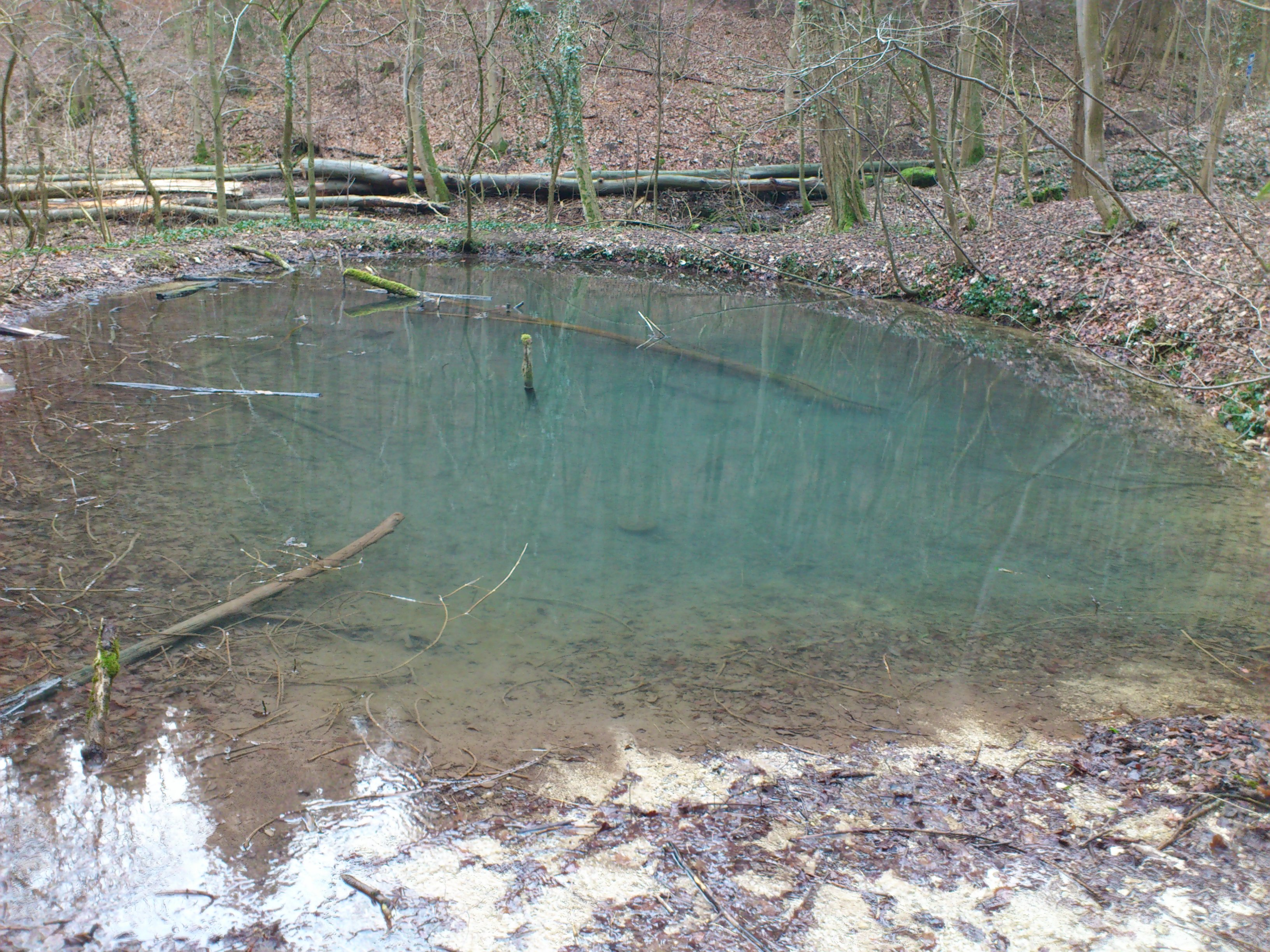
Ein Quellteich am Lauterursprung

Die Lauter entsteht etwa 1,5 km südwestlich der Ortsmitte des Heubacher Ortsteils Lautern aus mehreren Karstquellen im Lappertal zwischen Rosenstein im Nordwesten und Mittelberg im Südosten. Die höchste entspringt auf knapp 620 m ü. NN, nach etwa einem Viertelskilometer sind alle Quellbäche vereint und der Bach fließt nordöstlich auf Heubach-Lautern zu.

### Verlauf
Bald zweigt links ein alter Kanal ab, der einen Viertelskilometer weiter talab nach der Ölmühle wieder zurückläuft. Nach etwa 1,4 km nimmt die Lauter im südlichen Lautern ihren etwas längeren rechten Quellast Wäschbach auf, der westlich von Essingen-Lauterburg entsteht, und fließt nun wie dieser in recht genau nördlicher Richtung weiter durch das Taldorf, dessen nördlichste Teile schon in die dem Albtrauf vorgelagerte Hügellandschaft ragen. Hier beginnt auch rechts der Lauf des parallel laufenden Dobachs, der der Lauter nach Überqueren der Gemeindegrenze bei den ersten Häusern von Mögglingen von rechts zuläuft. Etwas weiter und schon im Siedlungsbereich des Dorfes mündet ein weiterer Zufluss von links unterhalb eines Stegs zwischen den Siedlungsstraßen An der Lauter links und Im Dobach rechts, hier wird also anscheinend der Zufluss – der aus einem gleichnamigen Gewann kommt – Lauter und die Lauter selbst Dobach genannt. Wenig später fließt neben der Oberdorfstraße der vereinte Bach in eine Verdolung, die sich nordwestlich durchs Dorf zieht, erst gegenüber dem Abzweig der Straße In den Höfen von der Hauptstraße tritt der Bach an deren Nordseite für weniger als 200 m wieder ans Tageslicht.

### Mündung

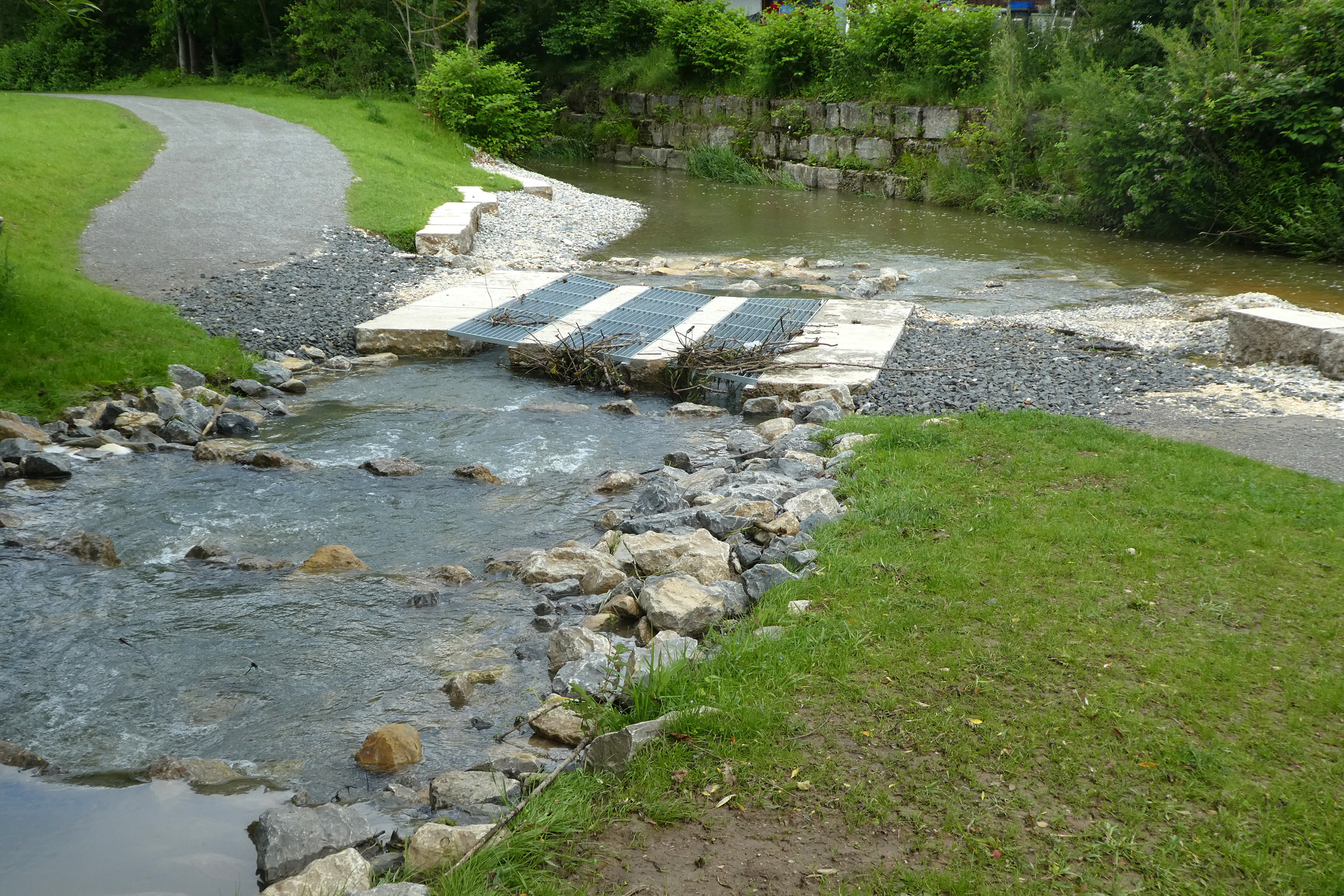
Mündung der Lauter in die Rems

Die Lauter mündet danach von links und Südosten und nach 5,1 km Lauf auf etwa 405 m ü. NN beim Haus Bahnhofstraße 31 in die Rems.

### Einzugsgebiet
Das Einzugsgebiet der Lauter umfasst 8,7 km²e. Es erstreckt sich spindelförmig zwischen seinem südlichsten Punkt nahe dem Bärenberg bei Bartholomä und der Mündung, mit einer Länge von 7,4 km und einer maximalen Breite von 2,8 km. Es liegt zwischen etwa 405 und 768,1 m ü. NN.
Die Wasserscheide läuft von der Mündung südsüdöstlich durch den Ostrand Lauterns, erklimmt den Pfaffenberg (683,3 m ü. NN), folgt dann sehr dicht dem Wäschbach talauf an seiner oberen Hangkante und erreicht einen Punkt auf 700,5 m ü. NN östlich von Lauterburg an der breitesten Stelle des Einzugsgebietes, bis zu dem nördlich und östlich die Rems konkurriert. Danach zieht sie südsüdwestlich auf den Bärenberg (754,6 m ü. NN) und einen viel kleineren Höcker dahinter gerade eben westlich der Straße von Bartholomä nach Heubach. Auf diesem Abschnitt liegt jenseits die verkarstete und trockene Albhochfläche, die hier letztlich übers Stubental zur Brenz entwässert; hier ist also die Grenze Teil der Europäischen Hauptwasserscheide.
Die hier anschließende westliche Wasserscheide läuft zum Sender auf dem Utzenberg (768,1 m ü. NN) und über den Fernmeldeturm auf dem Glasenberg (720,7 m ü. NN) zum Rosenstein (735,1 m ü. NN). Von dort steigt sie steil den Albtrauf hinab und erreicht in nördlichem Lauf die Mündung in Mögglingen. Bis fast zuletzt konkurriert hier im Westen der die Rems in Böbingen an der Rems erreichende Klotzbach.
Anteil am Einzugsgebiet haben die Stadt Heubach, die Gemeinden Essingen und Mögglingen, ein winziger ohne jede Besiedlung gehört zur Gemeinde Bartholomä.

### Zuflusssystem
Liste der Quelläste und Zuflüsse, von der Quelle zur Mündung, erhoben aus Daten- und Kartendienst der Landesanstalt für Umwelt Baden-Württemberg (LUBW) (Hinweise). Gewässerverläufe bevorzugt nach den Polygonzügen des entsprechenden Layers, Längen bevorzugt nach den damit assoziierten Datenbankeinträgen, Namen bevorzugt nach der Hintergrundkarte. Längen auf volle hundert Meter gerundet.
Ursprung der Lauter etwa 1,5 km südwestlich der Ortsmitte des Heubacher Ortsteils Lautern aus mehreren Karstquellen im Lappertal zwischen Rosenstein im Nordwesten und Mittelberg im Südosten.
- (Abgang und Rückfluss des Kanals zur Ölmühle), nach und von links, 0,3 km.
- Wäschbach, von rechts zwischen Rosenstein und Pfaffenberg im südlichen Lautern an der Straße Sommerrain, 1,8 km.
- Dobach, von rechts außerhalb des Siedlungsbereichs von Mögglingen an einer Gärtnerei neben der Lauterstraße (K 3283), 1,3 km.
- Lauter (!), von links in Mögglingen an einem Steg zwischen den Straßen An der Lauter links und Im Dobach rechts, 0,9 km.

Mündung der Lauter von links und Südosten und nach 5,1 km Lauf auf etwa 405 m ü. NN beim Haus Bahnhofstraße 31 in die Rems.

### Ortschaften
Am Lauf liegen (mit politischer Zugehörigkeit):
- Ostalbkreis
  - Stadt Heubach
    - Lauterner Ölmühle (links)
    - Lautern (beidseits)

  - Gemeinde Mögglingen
    - Dorf Mögglingen (beidseits)

Im Einzugsgebiet liegt außerdem überwiegend der Ortsteil Lauterburg der Stadt Essingen im Ostalbkreis, der rechts über dem oberen Wäschbach steht.

## Geologie
Der Lauf der Lauter beginnt im Weißen Jura. Sie quert am Talaustritt bei Lautern die Störungslinie des Schwäbischen Lineaments, wonach sie kurz durch die Eisensandsteinschichten des Braunen Juras läuft und länger durch dessen Opalinuston, um noch im Braunjura zu münden.
An den Hängen des Rosensteins liegen im Einzugsgebiet einige Karsthöhlen im Massenkalk des Weißjuras, darunter das Finstere Loch nahe der Ölmühle und am Nordhang die Große Scheuer, in denen beiden vorgeschichtliche Besiedlungsspuren entdeckt wurden.

## Sehenswürdigkeiten und Bauwerke
- Höhlen Finsteres Loch, Große Scheuer, Haus am Südost- und Westhang des Rosensteins.
- Felsformation Sedelfelsen an der südöstlichen Hangkante des Rosensteins zum Lappertal mit Rosenstein-Ostfelsen auf dem Sporn über Lautern.
- Abschnittswall Teufelsmauer über die Kuppe des Mittelbergs hinweg.